# جهان أباد السفلي (دشت روم)
جهان أباد السفلی (بالفارسية: جهان‌آباد سفلی) هي قرية تقع في إيران في قسم دشت روم الريفي. يقدر عدد سكانها بـ 196 نسمة .